# Стихи (сборник Набокова, 1979)
«Стихи» — последний сборник стихотворений В. В. Набокова, подготовленный им самим. Он был опубликован уже после его смерти.

## Описание
По словам автора предисловия, вдовы писателя, Веры Набоковой: "Этот сборник — почти полное собрание стихов, написанных Владимиром Набоковым". Выбор стихотворений был сделан самим автором. Набоков намеревался провести ещё один, более строгий отбор, но не успел. В. Е. Набокова сообщает, что в сборник не включены только самые ранние стихи, а также те, что по форме и содержанию слишком похожи на другие и, наконец, те, которые Набоков счёл недостаточно совершенными по форме. 
Всего в данный сборник входит 254 стихотворения из наследия Набокова, считая и отдельные включённые в него двустишия из романа "Дар". Насколько строгим  был отбор, даёт представление цифра, приведённая М. Э. Маликовой — за первые 12 лет творчества, с 1914 по 1926 год, Набоковым-Сириным было написано более 1000 стихотворений, из которых только около четырёхсот были опубликованы.  Из 68 стихотворений первого юношеского сборника 1916 года не вышло ни одно. Из 12 стихотворений второго сборника «Два пути», 1918, включения в  итоговый сборник удостоилось лишь единственное «Дождь пролетел и сгорел налету». Из 153 стихотворений сборника «Горний путь», 1923, только 37 были включены в данное собрание. Из 36 стихотворений сборника Гроздь лишь 7 вошли в финальный сборник 1979 года.

## Содержание
- Дождь пролетел
- К свободе
- Поэт
- В хрустальный шар заключены мы были…
- Ты на небе облачко нежное…
- Россия
- Архангелы
- Тайная вечеря
- Отрывок
- Движенье
- Рыцарь
- Еще безмолвствую
- Номер в гостинице
- Акрополь
- Football
- La Morte d’Arthur
- Будь со мной прозрачнее и проще…
- У камина
- Людям ты скажешь: настало…
- Телеграфные столбы
- Когда, мечтательно склонившись у дверей…
- В неволе я, в неволе я, в неволе…
- Романс
- Ласточки
- Так будет
- «Я без слез не могу…»
- Каштаны
- И. А. Бунину
- Разгорается высь…
- В раю
- Пир
- Тристан

1. По водам траурным и лунным…
2. Я странник. Я Тристан. Я в рощах спал дуплистых…

- Облака

1. На солнце золотом сверкает дождь летучий…
2. Закатные люблю я облака…

- В поезде
- Кто меня повезет…
- Перо
- Мечтал я о тебе так часто, так давно…
- Как было бы легко, как песенно, как дружно…
- От взгляда, лепета, улыбки…
- Позволь мечтать. Ты первое страданье…
- Мерцательные тикают пружинки…
- Рождество
- Осенние листья
- Домой
- Велосипедист
- Бабочка
- Кони
- Пьяный рыцарь
- Я думаю о ней, о девочке, о дальней…
- Знаешь веру мою?
- Кто выйдет поутру? Кто спелый плод подметит…
- Пасха
- Грибы
- Ясноокий, как рыцарь из рати Христовой…
- Волчонок
- Как объясню? Есть в памяти лучи…
- В. Ш.
- Finis
- Я видел смерть твою, но праздною мольбой…
- Как затаю, что искони кочую…
- Жемчуг
- Сон
- В каком раю впервые прожурчали…
- В кастальском переулке есть лавчонка…
- …И все, что было, все, что будет…
- Я где-то за городом, в поле…
- Трамвай
- Письма
- День за днем, цветущий и летучий…
- Эфемеры
- Ты все глядишь из тучи темносизой…
- И утро будет: песни, песни…
- Глаза прикрою — и мгновенно…
- При луне, когда косую крышу…
- Бережно нес я к тебе это сердце прозрачное. Кто-то…
- Памяти Гумилева
- Родине
- Река
- Когда я по лестнице алмазной…
- В часы трудов счастливых и угрюмых…
- О, как ты рвешься в путь крылатый…
- Я странствую… Но как забыть? Свистящий…
- Нет, бытие — не зыбкая загадка…
- Встреча
- Песня
- Прованс

1. Как жадно затая дыханье…
2. Слоняюсь переулками без цели…

- Зовешь — а в деревце гранатовом совенок…
- Как бледная заря, мой стих негромок…
- Ночь свищет, и пожары млечные…
- Я помню в плюшевой оправе…
- Санкт-Петербург — узорный иней…
- Гроза
- Автобус
- Барс
- Милая, нежная — этих старинных…
- Из мира уползли — и ноют на луне…
- Я Индией невидимой владею…
- Видение
- Об ангелах

1. Неземной рассвет блеском облил…
2. Представь: мы его встречаем…

- Смерть
- Скитальцы
- На рассвете
- Гость
- Кубы
- Стансы
- La Bonne Lorraine
- Молитва
- Стихи
- Санкт-Петербург
- Вечер
- Откуда прилетел? Каким ты дышишь горем…
- Страна стихов
- Исход
- Костер
- Утро
- В пещере
- К родине
- Великан
- Шекспир
- Гаданье
- Мать
- Герб
- Конькобежец
- Весна
- Берлинская весна

1. Нищетою необычной…
2. Когда весеннее мечтанье…

- Сон
- Воскресение мертвых
- Крушение
- Тень
- Вершина
- Электричество
- Прохожий с елкой
- Лыжный прыжок
- Ut pictura poesis
- Пустяк — названье мачты, план — и следом…
- Комната
- Аэроплан
- Сны
- Прелестная пора
- Годовщина
- Снимок
- В раю
- Расстрел
- Паломник
- Сновиденье
- Билет
- Родина
- Кинематограф
- От счастия влюбленному не спится
- Лилит
- Расстрел
- Острова
- Кирпичи
- Сирень
- К России
- Стансы о коне
- Для странствия ночного мне не надо…
- К музе
- Тихий шум
- Облака
- Перешел ты в новое жилище
- Вздохнуть поглубже и, до плеч…
- Воздушный остров
- Шел поезд между скал в ущелии глубоком…
- Представление
- Снег
- Будущему читателю
- Первая любовь
- Ульдаборг
- Окно
- Из калмбрудовой поэмы "Ночное путешествие"
- Формула
- Помплимусу
- Неоконченный черновик
- Вечер на пустыре
- Сам треугольный, двукрылый, безногий…
- Безумец
- Как я люблю тебя
- L'inconnue de la Seine
- На закате
- Иосиф Красный, — не Иосиф…
- Мы с тобою так верили
- Что за ночь с памятью случилось
- Поэты
- К России
- Око
- Вот это мы зовем луной…
- Парижская поэма
- Каким бы полотном
- О правителях
- К Кн. С. М. Качурину
- Neuralgia Intercostalis
- Был день как день
- Неправильные ямбы
- Как над стихами силы средней…
- Целиком в мастерскую высокую…
- Все, от чего оно сжимается…
- Вечер дымчат и долог…
- Какое б счастье или горе…
- Сон
- Зимы ли серые смыли…
- Какое сделал я дурное дело[4]
- Средь этих лиственниц и сосен…
- Сорок три или четыре года…[5]
- С серого севера
- Пастернак
- Как любил я стихи Гумилева!
- В ничтожнейшем гиппопотаме
- Ах, угонят их в степь, Арлекинов моих…

СТИХИ ИЗ РАССКАЗОВ И РОМАНОВ
Из рассказа «Адмиралтейская игла» 
- «Когда, слезами обливаясь…»

Из рассказа «Облако, озеро, башня» 
- «Распростясь с пустой тревогой,

Из рассказа «Истребление тиранов» 
- «Хорошо-с, — а помните, граждане,

Из романа «Дар»
1. «Мяч закатился мой под нянин…»
2. «......и по углам наглеют ночью…»
3. «......при музыке миниатюрной…»
4. «......И снова заряжаешь ствол…»
5. «......под лестницею винтовой…»
6. «По четвергам старик приходит…»
7. «......Пожалуйте вставать. Гуляет…»
8. «Как буду в этой же карете…»
9. «......так впечатление былое…»
10. «Влезть на помост, облитый блеском…»
11. «......Бювар с бумагою почтовой…»
12. «В канавы скрылся снег со склонов…»
13. «......Ни шапки надевать не надо…»
14. «О, первого велосипеда…»
15. «......синеет, синего синей…»
16. «......от валуна посередине от опушки…»
17. «Фарфоровые соты синий…»
18. «Одни картины да киоты…»

- «Благодарю тебя, отчизна…»
- «Во тьме в незамерзающую воду…»
- «Здесь все так плоско, так непрочно…»
- Ласточка
- «О нет, мне жизнь не надоела…»
- «Задумчиво и безнадежно…»
- «В полдень послышался клюнувший ключ и характерно…»
- «Люби лишь то, что редкостно и мнимо…»
- «Виноград созревал, изваянья в аллеях синели.…»
- «Из темноты, для глаз всегда нежданно…»
- «......ума большого…»
- «Что скажет о тебе далекий правнук твой…»
- «Прощай же, книга! Для видений…»

Из романа «Look at the Harlequins!» 
- Влюбленность